# 倪晓莉
倪晓莉（1983年1月29日—）是中国短跑运动员，專攻200米赛跑。她在2002年亚运会和2005年亚洲田径锦标赛上分别获银牌和铜牌。
她的个人最好成绩为23.12秒，于2004年9月在合肥取得。

## 外部連結
- 倪晓莉在World Athletics（英语）
- 倪晓莉在Chinese Olympic Committee (archived)（英语）